# 特皮岩
特皮岩（英語：Turpie Rock），是南極洲的岩石，位於南喬治亞群島，處於赫爾克里士灣入口處，海拔高度1米，由英國南極名稱諮詢委員會命名，由英國海外領土管轄。